# こんごう型護衛艦
こんごう型護衛艦（こんごうがたごえいかん、英語: Kongo-class destroyer）は、海上自衛隊の護衛艦の艦級。海自初のイージスシステム（AWS）搭載ミサイル護衛艦（DDG）にして、アメリカ海軍以外が初めて保有したイージス艦でもある。
61・03中期防に基づき、昭和63年度から平成5年度にかけて4隻が建造された。ネームシップの建造単価は約1,223億円であった。

## 来歴
海上自衛隊は、第1次防衛力整備計画期間中の「あまつかぜ」（35DDG）によってミサイル護衛艦（DDG）の整備に着手した。その後、第3次防衛力整備計画より建造を開始したたちかぜ型（46/48/53DDG）でシステムのデジタル化と海軍戦術情報システム（NTDS）に準じた戦術情報処理装置の導入、そして五三中業より建造を開始したはたかぜ型（56/58DDG）ではCIC能力の強化とともにプラットフォームのガスタービン化も達成するなど、順次に性能強化を図っており、とくにはたかぜ型については在来型ミサイル護衛艦の頂点に立つものと評されていた。
しかし一方で、当時のソビエト連邦軍においては、射程400km、超音速を発揮できるKh-22 (AS-4「キッチン」) 空対艦ミサイルと、その発射母機として、やはり超音速を発揮できるTu-22M爆撃機、そしてこれらを援護して電子攻撃を行うTu-16電子戦機の開発・配備が進められており、経空脅威は急激に増大していた。このことから、これらの在来型ミサイル護衛艦が装備していたターター・システムでは、性能上対処困難という問題が生じ、電子戦下でも多目標同時対処可能な防空システムであるAWSの取得が志向されるようになった。
海上自衛隊がAWSの導入に向けて動き始めたのは1981年ごろとされている。数度の折衝を経て、1984年には、アメリカ側より「日本に対するAWSのリリース可能」との回答がなされた。これを受けて、同年8月には「イージス・プロジェクト・チーム」が発足、1985年8月には「洋上防空態勢プロジェクト」が編成された。また昭和60年度計画で予定されていたはたかぜ型3番艦の建造が中止され、イージスミサイル護衛艦の建造余席が確保された。
1986年5月、防衛庁（当時）内に設置されていた業務・運営自主監査委員会を発展拡大させて防衛改革委員会が設置され、その傘下の4つの委員会および小委員会の一つとして洋上防空体制研究会（洋防研）が発足した。洋防研においては、OTHレーダーや早期警戒機、要撃戦闘機、そして艦対空ミサイル・システムを組み合わせることによる洋上防空体制の強化・効率化が模索されており、研究の結果、護衛艦の艦対空ミサイル・システムの性能向上についてはAWSが最適であるとの結論に至った。これらの検討結果は1987年（昭和62年）12月の安全保障会議において了承された。これによって建造されたのが本型である。

## 設計
本型はアメリカ海軍のアーレイ・バーク級ミサイル駆逐艦をモデルとしており、特にAWSの各種レーダー類の配置の必要上、上部構造物の設計は類似したものとなっている。また主機も同構成となった。一方で、船体部分の設計は従来の護衛艦と同じ手法によって行われているほか、群旗艦としての能力が要求されたこともあって、上部構造物は大型化し、排水量も同級と比して大きく増大している。基本計画番号はF116。

### 船体
船型は、アーレイ・バーク級では艦尾甲板が1段下がっている長船首楼型であったのに対し、本型では従来の護衛艦と同様、上甲板の整一化を図り、艦尾まで平坦に続く遮浪甲板型を採用した。なお艦尾甲板はヘリコプター甲板とされているが、ヘリコプターの発着が係留装置と干渉することがないよう、艦尾甲板の舷側部はなだらかに傾斜している。これを初代むらさめ型（31/32DDA）を始めとする初期の海上自衛隊護衛艦の設計上の特徴であったオランダ坂に喩えて、ミニ・オランダ坂とも称するが、この造作はむらさめ型（03DD）をはじめとする第2世代汎用護衛艦（DD）でも踏襲された。
またアーレイ・バーク級から導入された重要な要素が傾斜船型の採用である。これは、AN/SPY-1Dレーダーを設置するためには上甲板の幅を広げる必要があった一方で、艦の推進性能確保のためには吃水部分の幅を絞る必要があったことから、これらを両立させるために採用されたものであったが、レーダー反射断面積（RCS）低減にも効果があった。赤外線シグネチャー低減のため、煙突への低減装置装備や海水管の散水装置も設置されている。また水中放射雑音低減のため、プレーリー・マスカーを装備するほか、各種の防振・防音対策も講じられている。
抗堪性についても、相応に配慮されている。アーレイ・バーク級では船体は鋼製としたものの、煙突やマストはアルミ合金のままであったのに対して、本型では全鋼製とし、枢要区画においては更に二重隔壁およびニッケルクロムモリブデン鋼による弾片防御が導入され、またノンハロゲン難燃性ケーブルの導入などもなされている。被害局限化のため、艦内は4つのゾーンに区分されている。また主要配管については、左右舷や甲板の上下などに分散しており、単に艦の中央部前後で左右に分けるだけだった従来のリングメイン方式よりも更に徹底した方式となっている。またNBC防御のため、艦内に与圧をかけて外圧と遮断している。
搭載艇は7.9メートル内火艇2隻のほか、6.3メートル複合型作業艇1隻が搭載された。

#### 乗員区画
第1から第10までの乗員区画があり、それぞれロッカー、TV、DVDレコーダー、冷蔵庫が装備される。船体の大型化に伴い、前級のはたかぜ型護衛艦が三段ベット仕様だったものが、二段ベットに改善されている。浴室は第1から第4までの4つあり、民生用の洗濯機や乾燥機も設置される。別に洗濯室があり10-15台前後の洗濯機が用意されている。洗面所も4か所存在する。食堂は艦の後部にあり、一度に70名程度の人員が食事を摂ることができる。食堂以外の娯楽スペースとしては、保養室（トレーニングルーム）もあり、ベンチプレスやエルゴメーターなどが設置されている。乗員は家族との連絡は、衛星船舶電話（1分間90円）と電子家庭通信装置によるEメール（1日2回送受信）を使って行う。医務室には標準的な薬剤が収められており、搭乗している衛生員（准看護師資格保有者）が対応する。医官（医師いわゆる軍医）は乗艦しておらず、必要に応じて遠隔診断で診療する。

### 機関
船体設計は独自色が強かったのに対して、機関構成はおおむねアーレイ・バーク級に準じたものとなっている。主機関には、同級と同じゼネラル・エレクトリック LM2500ガスタービンエンジン（石川島播磨重工業によるライセンス生産機）を海自としては初装備し、COGAG方式で主機関4基により推進器（5翼のスキュー付き可変ピッチ・プロペラ）2軸を駆動する方式とされた。機関区画は抗堪性に配慮してシフト配置とされており、前方の第1機械室が左舷軸、補機室（第2発電機室）を挟んで後方の第2機械室が右舷軸を駆動する方式とされた。またこれら機械室の前後にそれぞれ第1・3発電機室が配されており、この5つの区画で機関区画を構成している。
電源としては、アリソン社の501-K34ガスタービンエンジン（石川島播磨重工業によるライセンス生産機）を原動機とする発電機（出力2,500 kW）3セットが搭載された。これは2基を常用、1基を非常用として主発電機の運転区分により対応するものであった。従来の護衛艦の装備要領とは異なっており、機種を含めてアーレイ・バーク級から導入された手法であったが、以後のDD・DDGで標準となった。

## 装備

### イージス武器システム (AWS)

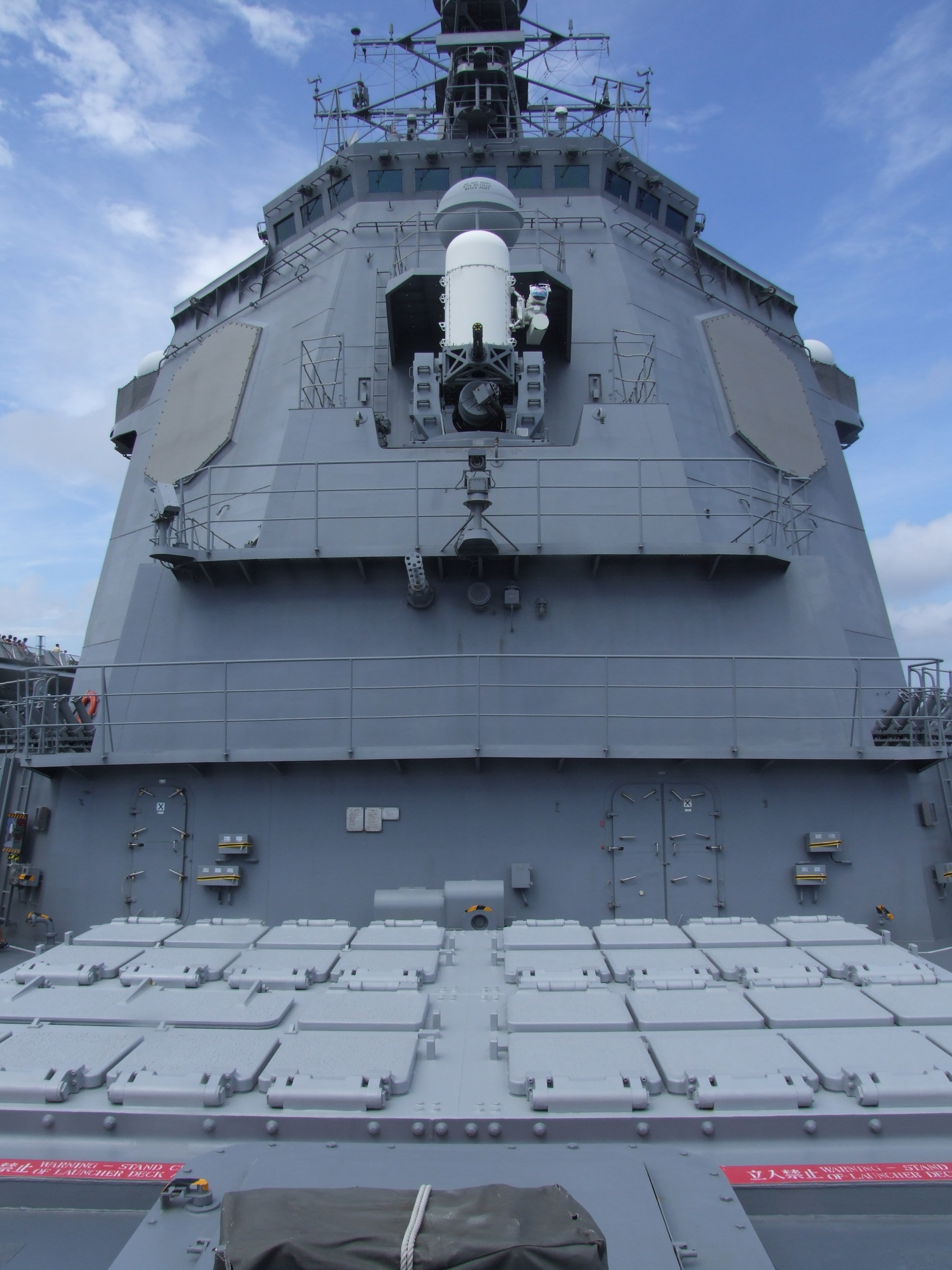
艦橋構造物前方のSPY-1と艦首甲板のMk.41

上記の経緯より、本型の中核的な装備となるのがイージス武器システム（AWS）である。搭載している全ての戦闘システムは、AWSの戦術情報処理装置である指揮決定システム（C&D）および武器管制システム（WCS）に連接されている。竣工時には、1番艦から3番艦ではベースライン4に準じたシステムを搭載しており、日本独自の仕様を加味して、ベースラインJ1と称されていた。4番艦のみ、竣工時よりベースライン5に準じたシステムを搭載し、リンク 16にも対応した。その後、2005年には、ロッキード・マーチン社に対し、ベースラインJ3へのアップデートが発注されており、2014年現在では全艦がベースライン5.2に準じた仕様となっている。
その中核となる多機能レーダーはAN/SPY-1Dで、固定式4面のパッシブ・フェーズドアレイ（PESA）アンテナは、03・04甲板レベルの艦橋構造物周囲四方に固定配置されている。これはアーレイ・バーク級と同様の装備要領である。またミサイル発射機としてはMk.41 mod.6 VLSを搭載するが、その搭載要領もやはりアーレイ・バーク級と同様で、艦首甲板に29セル、艦尾甲板に61セルを備えている。なお発射機それぞれについて、3セル分を使って再装填用クレーンが配置されている。
搭載する艦対空ミサイルは、当初はSM-2MRブロックIII（米海軍呼称RIM-66M-1）を用いていたが、後にブロックIIIA（米海軍呼称RIM-66M-2）、更には赤外線センサを付加したブロックIIIB（米海軍呼称RIM-66M-5）と順次に更新された。これらの終末航程においてセミアクティブ・レーダー・ホーミング誘導を行うためのイルミネーターとしては、AN/SPG-62を艦橋構造物上部に1基、後部に2基の、計3基を搭載する。

#### ミサイル防衛能力
1993年5月29日の北朝鮮によるミサイル発射実験を受けて、同年12月、日米による戦域弾道ミサイル防衛（TMD）検討の作業部会が設置され、日本でもミサイル防衛能力について本格的な検討が開始された。また平成7年度からは、正式に「我が国の防空システムの在り方に関する総合的調査研究」に着手した。そして1998年8月31日のテポドン1号の発射実験を受けて、対処手段の具体的検討に入り、1999年より海上配備型システムについて日米共同技術研究が開始され、2003年12月には、「弾道ミサイル防衛態勢の整備」を閣議決定した。そして2004年4月、航空自衛隊のパトリオットミサイル・システムの能力向上やBADGEシステムの改修とともに、こんごう型へのBMD能力付与が決定された。
まず平成16年度予算で、「こんごう」にイージスBMD 3.6システムが搭載されて、AN/SPY-1DレーダーおよびMk.41 VLSに所定の改修が施され、SM-3ブロックIA弾道弾迎撃ミサイルの運用に対応した。改修工事は2007年8月に完了し、同年12月17日には、カウアイ島沖の太平洋ミサイル試射場での迎撃実験（JFTM-1「ステラー・キジ」）において模擬弾道弾の直撃・破壊に成功した。
続く平成17年度予算では「ちょうかい」が改修され、2008年11月に迎撃実験（JFTM-2「ステラー・ハヤブサ」）を行った。ミサイルの動作不良のため標的の破壊には失敗したものの、艦のシステムは正常に動作した。平成18年度予算では「みょうこう」が改修され、2009年10月に迎撃実験（JFTM-3「ステラー・ライチョウ」）を行い、目標破壊に成功した。また平成19年度予算では「きりしま」が改修され、2010年10月に迎撃実験（JFTM-4「ステラー・タカ」）を行い、こちらも目標破壊に成功した。
これらの艦に搭載するSM-3ブロック1Aミサイルは、有償援助調達（FMS）によって36発が購入された。上記のとおり、各艦が1回ずつの迎撃実験を行っており、毎回1発ずつを発射していることから、残弾は32発である。これらのミサイルの調達や各艦のBMD改修、迎撃実験などに要したコストは、合計で約1,500億円であった。

##### 弾道ミサイル探知の実績
1998年8月31日の北朝鮮によるミサイル発射実験の際には、「みょうこう」がテポドン1号の探知・追尾に成功した。この時点で同艦はBMD改修を受けておらず、自動追尾ソフトウェアもなかったが、レーダー操作員が手動でレーダービームを指向し、テポドンを捉え続けたとされている。
2006年の発射実験では、日本海に展開していた「こんごう」と「みょうこう」がテポドン2号とみられる噴射熱の探知・追尾を行った。これはミサイル防衛計画艦が「実戦」で弾道ミサイルの探知・追尾に成功した初めての例となった。
2009年の発射実験では、一部の艦がSM-3による弾道弾迎撃能力を付与されていたことから、初めて防衛大臣により破壊措置命令が発出され、弾道弾迎撃能力獲得のための改修をうけた「こんごう」と「ちょうかい」が日本海側に、未改修の「きりしま」が太平洋に展開され、銀河2号の探知・追尾に成功した。ただしミサイルが日本の陸域に落下しなかったので迎撃は行われなかった。

##### ソフトウェアの一時供給停止
上記の「こんごう」の改修に際し、アメリカ側はイージス艦の情報漏洩問題を受けて、2007年7月に改修に必要なソフトウェアや文書等の供給を停止した。日本側が新たな情報保全体制の取り組みを説明したのを受け、8月3日に供給は再開している。この供給停止による改修計画への遅れはないとしている。

### 対潜戦
本型では、対潜戦能力についても、従来護衛艦と比して大きく刷新されている。最大の変更点がOYQ-102対潜情報処理装置（ASWCS）を中核としたシステム化である。海自では、既にあさぎり型（58DD）などにOYQ-101 ASWDSを搭載していたが、これは戦術曳航ソナーやソノブイなどの情報を統合し、パッシブ運用のシステム化を図るものであった。これに対し、本型搭載のOYQ-102は、アーレイ・バーク級でも搭載されていたAN/SQQ-89に範をとって、AWSと同様のシステム統合を図っている。
ソナーとしては、技術研究本部が試作していたOQS-Xの成果を踏まえて、完全デジタル信号処理化およびソナードームのラバー・ウィンドウ化を図って開発されたOQS-102を搭載した。また艦尾左舷からは曳航式のOQR-2も繰り出される。
対潜兵器としては、艦首側のMk.41 VLSから発射される垂直発射式アスロック（VLA）とともに、後部上構付近の両舷に324mm3連装短魚雷発射管（水上発射管HOS-302）を装備している。なお本型より、艦内操作による魚雷発射が可能になった。

### 対水上戦

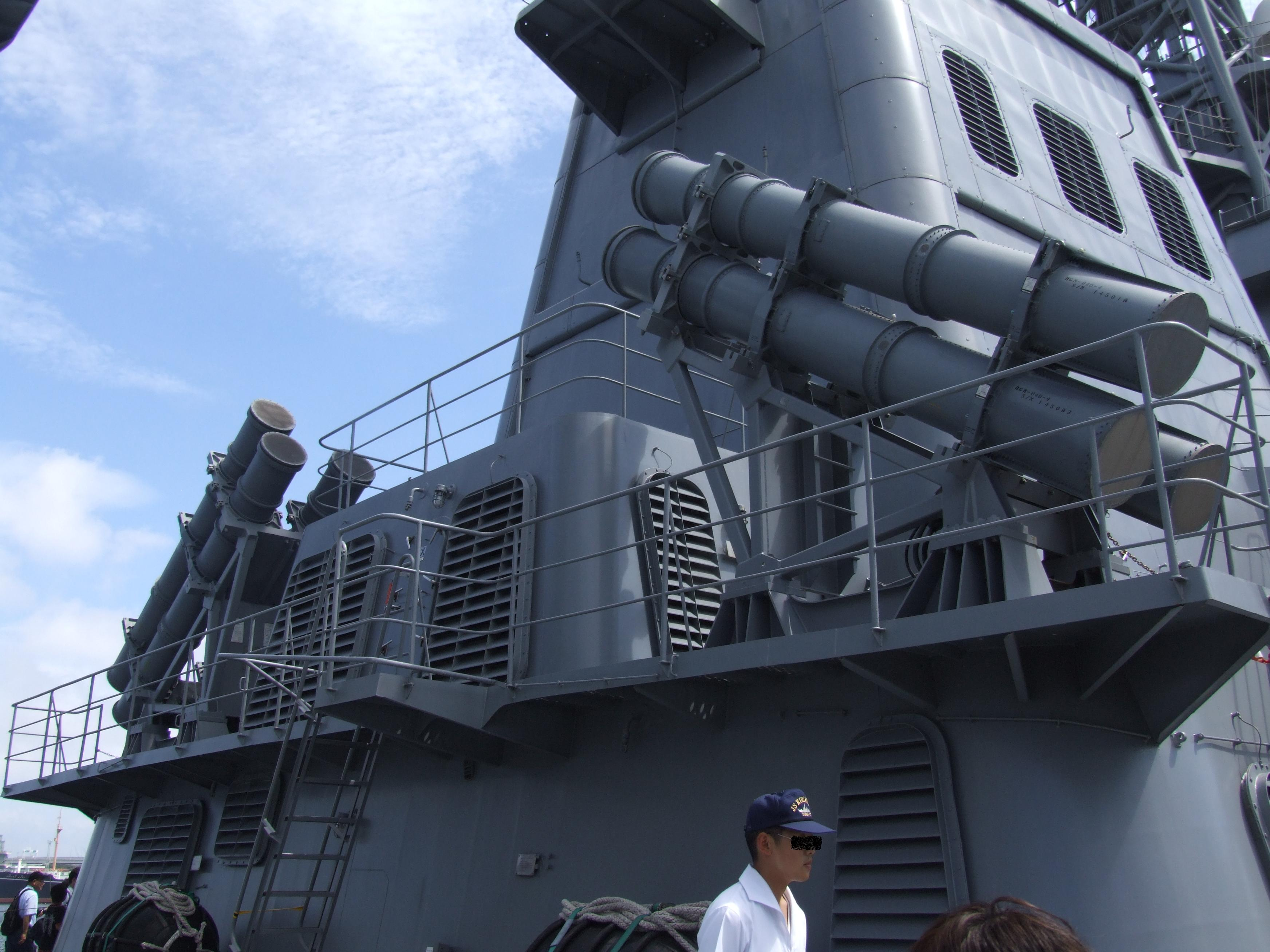
ハープーン発射筒（架台ごとに発射筒3発を搭載している状態）

対水上捜索用のレーダーとしては、前任のはたかぜ型と同系列のOPS-28Dを搭載する。これは遠距離での精密捜索能力に優れており、水上の目標のみならず、低空を飛行する巡航ミサイル（シースキマー）などの探知にも使用される。
艦対艦ミサイルもはたかぜ型と同様で、ハープーンを搭載する。2013年12月の時点ではブロック1C（RGM-84D-4）が搭載されていた。定数としては4連装発射筒2基だが、1基あたり2 - 3発で運用している艦も多い。
また2022年（令和4年）12月の国家安全保障戦略の改訂に伴い敵基地攻撃能力の整備が決定されたことを受けて、本型にもトマホーク武器システムが搭載されることになった。まず令和7年（2025年）度予算で「ちょうかい」を改修するのを皮切りに、全艦が改修を受ける計画である。

### 砲熕兵器

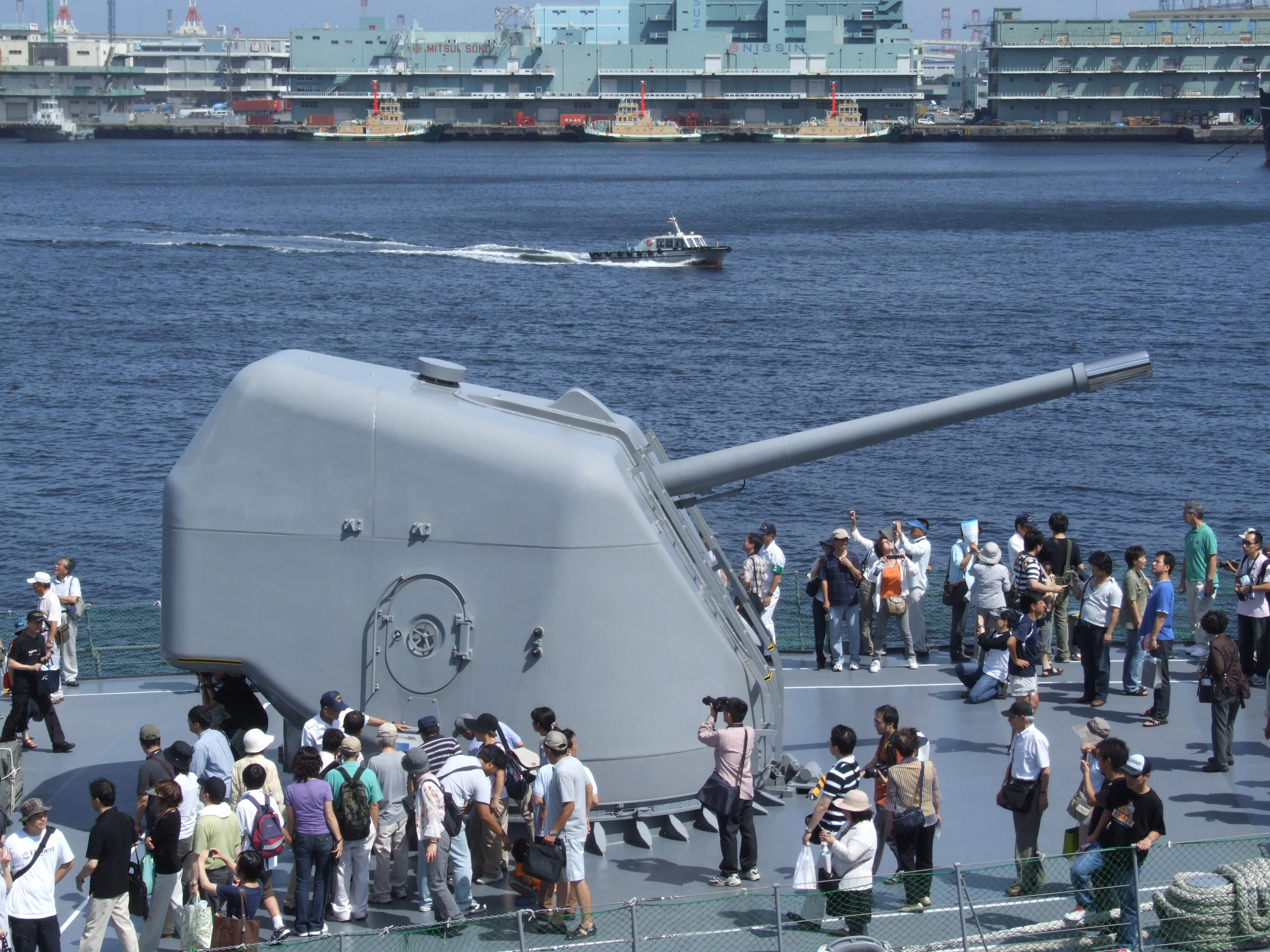
54口径127mm単装速射砲

主砲としては、アーレイ・バーク級で搭載されていた54口径5インチ単装砲（米海軍Mk.45）や、はたかぜ型で搭載されていた54口径5インチ単装速射砲（米海軍Mk.42）ではなく、オート・メラーラが開発した54口径127mm単装速射砲（127mmコンパット砲）を搭載した。これはその名の通り、汎用護衛艦（DD）などで搭載されていた76mmコンパット砲のスケールアップ・モデルとして開発されたものであり、海上自衛隊としては初の採用例であった。またこれと組み合わせる砲射撃指揮装置（GFCS）としては、はたかぜ型などで搭載されたFCS-2-21に所定の改正を加えて、艦橋上部に装備した。
CIWSは、従来の護衛艦同様高性能20mm機関砲（米海軍Mk.15）を2基搭載しているが、従来の両舷配置から中心線上の前後配置に、CIWS基部も露出した状態からアーレイ・バーク級と同様に改められている。なお、こんごう型は全4隻がBlock1Bへの換装を完了している。

### 電子戦

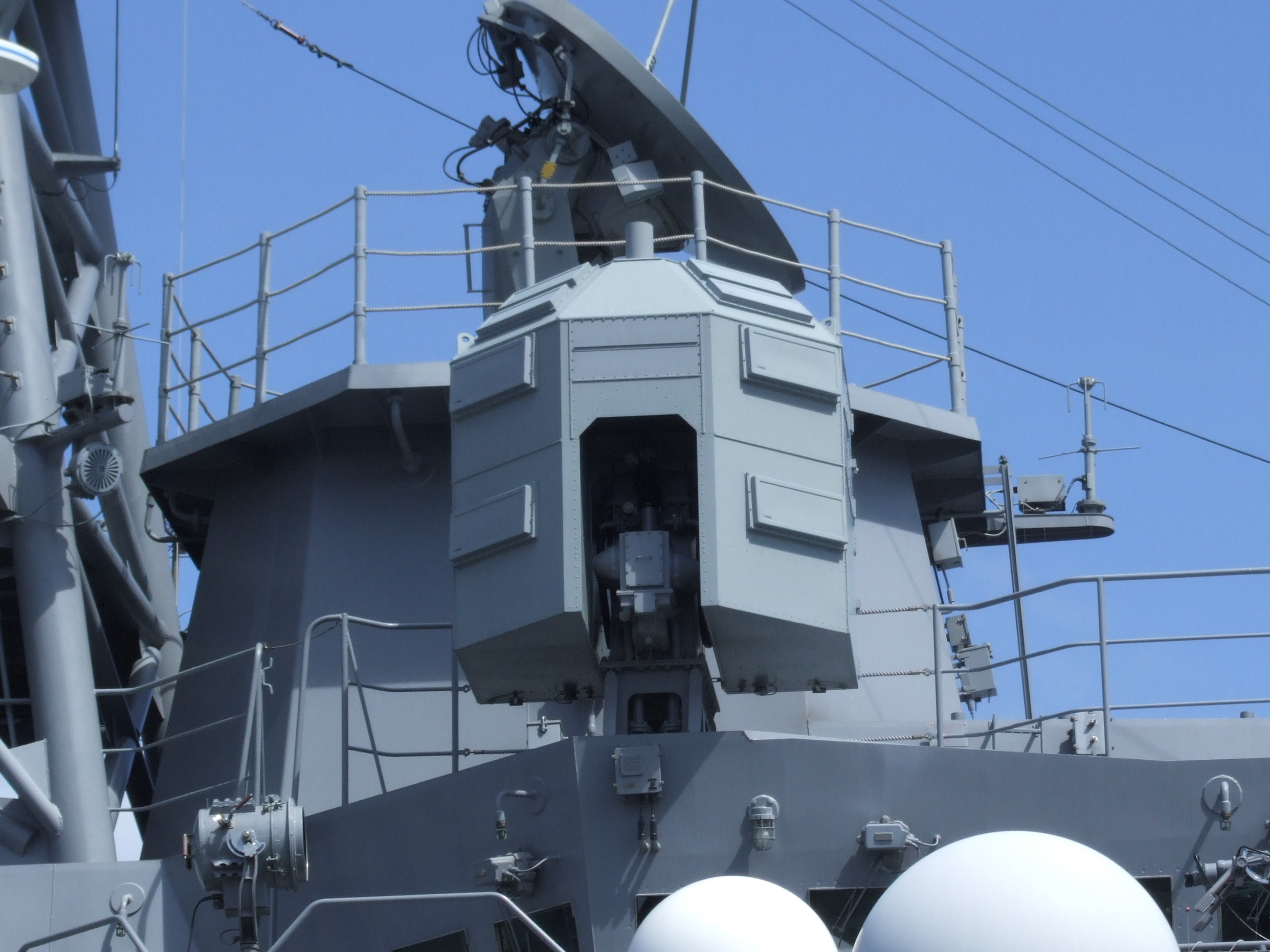
NOLQ-2電波探知妨害装置（電子攻撃部分）

電子戦装置として、原型艦であるアーレイ・バーク級は、電子戦支援機能しかもたないAN/SLQ-32(V)2電波探知装置を搭載していた。これに対して本型では、電子攻撃機能を備えるとともに、より精巧な国産機であるNOLQ-2電波探知妨害装置を装備している。これは、技術研究本部において昭和50年度より「水上艦用電波探知妨害装置」として開発されていたもので、まず電波探知（ESM）機能のみが汎用護衛艦（DD）向けのNOLR-8として昭和60年度より装備化されたのち、電波妨害機能も備えたNOLQ-2が本型で装備化された。対艦ミサイル防御（ASMD）を重視して、ミサイル・シーカー波の瞬時探知・全方位同時捜索などの機能を備えている。
また、チャフ・IRデコイ（フレア）を展開するため、他の護衛艦と同様にチャフロケットシステム（Mk 36 SRBOC）を装備しており、そのMk.137 6連装デコイ発射機は4基が搭載される。装備位置は前部01甲板上である。

### 航空機

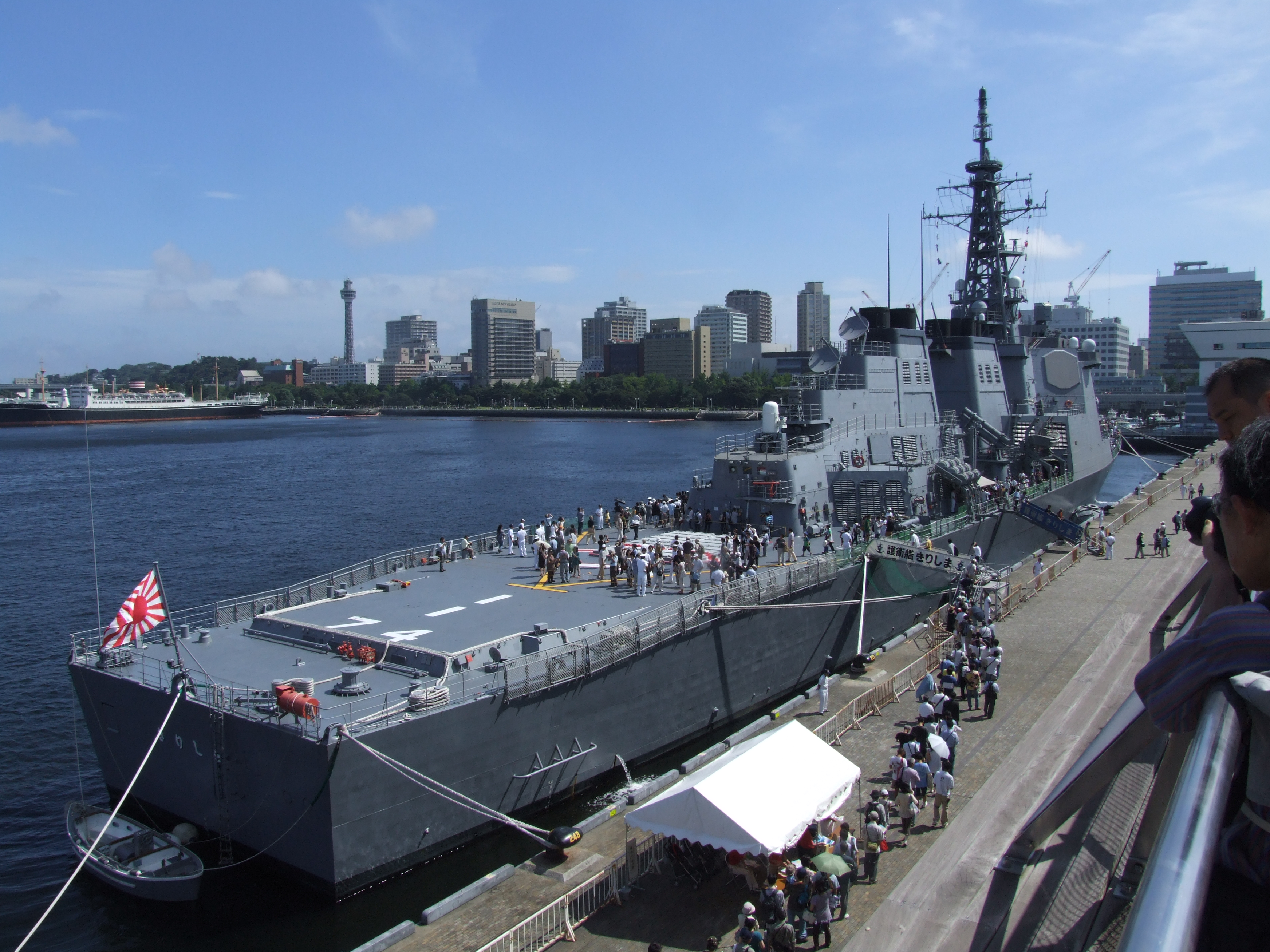
後部甲板

アーレイ・バーク級フライトIと同様、格納庫こそもたないが、飛行甲板（ヘリコプター甲板）と給油機能を有している。また、SH-60Jに搭載されるヘリコプター戦術情報処理装置（HCDS）との連接のため、ORQ-1ヘリコプター・データリンクも搭載されるなど、航空運用能力ははたかぜ型と比して大きく向上している。

## 新旧ミサイル護衛艦の比較
|          |            | まや型                                | あたご型                             | こんごう型                           | はたかぜ型                               | たちかぜ型                               | あまつかぜ (最終状態)                    |
| -------- | ---------- | ------------------------------------- | ------------------------------------ | ------------------------------------ | ---------------------------------------- | ---------------------------------------- | ---------------------------------------- |
| 船体     | 基準排水量 | 8,200 t                               | 7,750 t                              | 7,250 t                              | 4,600 t                                  | 3,850 t                                  | 3,050 t                                  |
| 船体     | 満載排水量 | 10,250 t                              | 10,000 t                             | 9,485 t                              | 5,900 t                                  | 5,200 t                                  | 4,000 t                                  |
| 船体     | 全長       | 170 m                                 | 165 m                                | 161 m                                | 150 m                                    | 143 m                                    | 131 m                                    |
| 船体     | 全幅       | 21.0 m                                | 21.0 m                               | 21.0 m                               | 16.8 m                                   | 14.3 m                                   | 13.4 m                                   |
| 主機     | 機関       | ガスタービン                          | ガスタービン                         | ガスタービン                         | ガスタービン                             | 蒸気タービン                             | 蒸気タービン                             |
| 主機     | 方式       | COGLAG                                | COGAG                                | COGAG                                | COGAG                                    | ギアード・タービン                       | ギアード・タービン                       |
| 主機     | 出力       | 69,000 ps                             | 100,000 ps                           | 100,000 ps                           | 70,000 ps                                | 60,000 ps                                | 60,000 ps                                |
| 主機     | 速力       | 30 kt                                 | 30 kt                                | 30 kt                                | 30 kt                                    | 32 kt                                    | 33 kt                                    |
| 兵装     | 砲熕       | 62口径5インチ単装砲×1基               | 62口径5インチ単装砲×1基              | 54口径127ミリ単装砲×1基              | 54口径5インチ単装砲×2基                  | 54口径5インチ単装砲×2基                  | 50口径76mm連装砲×2基                     |
| 兵装     | 砲熕       | 高性能20mm機関砲×2基                  |                                      |                                      |                                          |                                          | 50口径76mm連装砲×2基                     |
| 兵装     | 砲熕       | ―                                     | ―                                    | ―                                    | ―                                        | ―                                        | ヘッジホッグ対潜迫撃砲×2基               |
| 兵装     | ミサイル   | Mk.41 VLS×96セル (SM-2MR, SM-3, 07式) | Mk.41 VLS×96セル (SM-2MR, SM-3, VLA) | Mk.41 VLS×90セル (SM-2MR, SM-3, VLA) | Mk.13 単装発射機×1基 (SM-1MR,ハープーン) | Mk.13 単装発射機×1基 (SM-1MR,ハープーン) | Mk.13 単装発射機×1基 (SM-1MR,ハープーン) |
| 兵装     | ミサイル   | Mk.41 VLS×96セル (SM-2MR, SM-3, 07式) | Mk.41 VLS×96セル (SM-2MR, SM-3, VLA) | Mk.41 VLS×90セル (SM-2MR, SM-3, VLA) | 74式8連装発射機×1基 (アスロック)         |                                          |                                          |
| 兵装     | ミサイル   | SSM4連装発射筒×2基                    | 90式 4連装発射筒×2基                 | ハープーン 4連装発射筒×2基           | ハープーン 4連装発射筒×2基               | ―                                        | ―                                        |
| 兵装     | 水雷       | 3連装短魚雷発射管×2基                 | 3連装短魚雷発射管×2基                | 3連装短魚雷発射管×2基                | 3連装短魚雷発射管×2基                    | 3連装短魚雷発射管×2基                    | 3連装短魚雷発射管×2基                    |
| 艦載機   | 艦載機     | SH-60K×1機                            | SH-60J/K×1機                         | ヘリコプター甲板のみ                 | ヘリコプター甲板のみ                     | ―                                        | ―                                        |
| 同型艦数 | 同型艦数   | 2隻                                   | 2隻                                  | 4隻                                  | 2隻（練習艦）                            | 3隻（退役）                              | 1隻（退役）                              |

## 同型艦

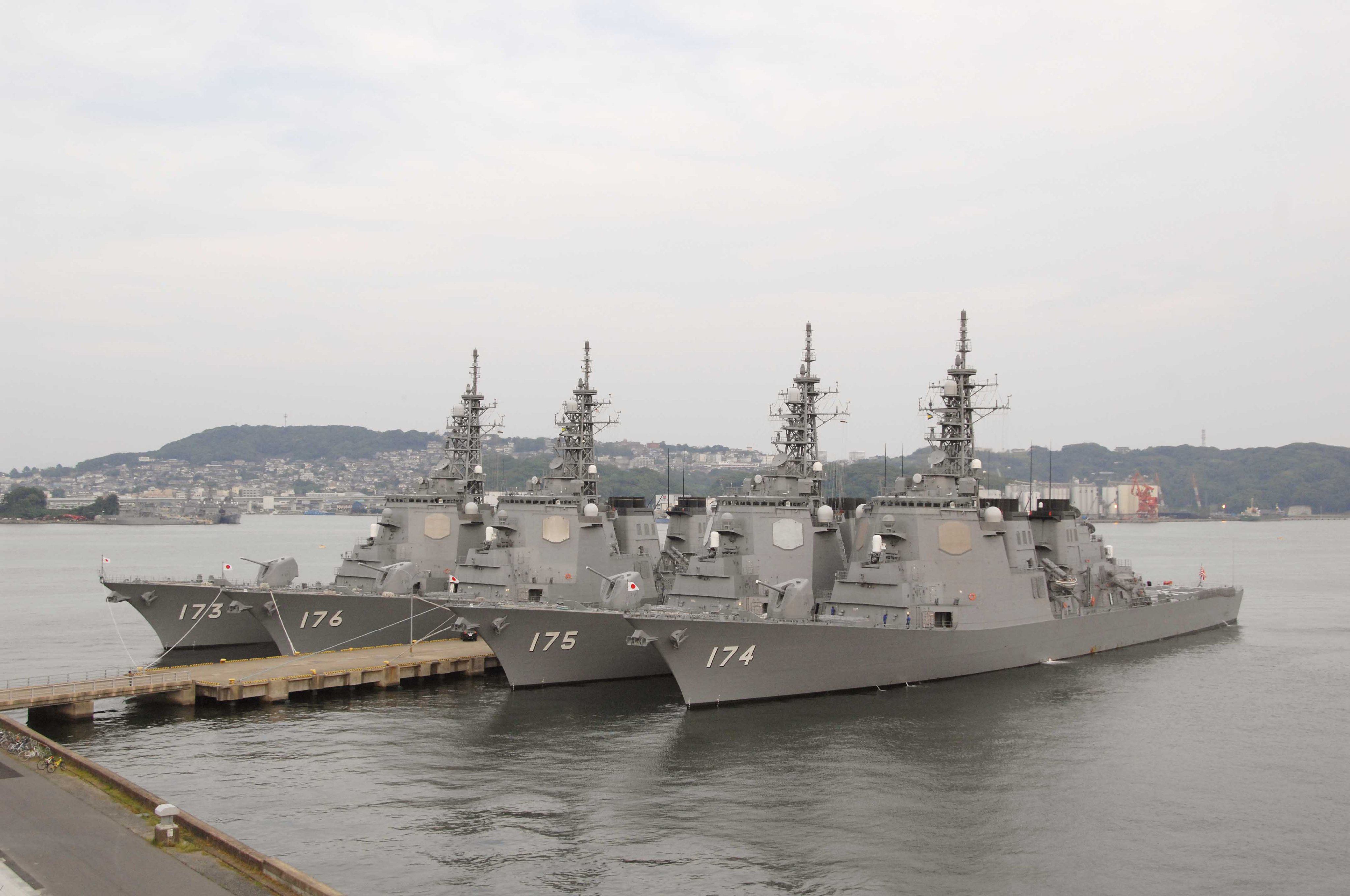
佐世保基地に集結した4隻

### 一覧表
| 艦番号  | 艦名       | 建造                         | 起工                       | 進水                       | 竣工                        | 所属                                                               |
| ------- | ---------- | ---------------------------- | -------------------------- | -------------------------- | --------------------------- | ------------------------------------------------------------------ |
| DDG-173 | こんごう   | 三菱重工業 長崎造船所        | 1990年 （平成2年） 5月8日  | 1991年 （平成3年） 9月26日 | 1993年 （平成5年） 3月25日  | 第1護衛隊群第5護衛隊 （司令部：横須賀基地） （定係港：佐世保基地） |
| DDG-174 | きりしま   | 三菱重工業 長崎造船所        | 1992年 （平成4年） 4月7日  | 1993年 （平成5年） 8月19日 | 1995年 （平成7年） 3月16日  | 第2護衛隊群第6護衛隊 （司令部：佐世保基地） （定係港：横須賀基地） |
| DDG-175 | みょうこう | 三菱重工業 長崎造船所        | 1993年 （平成5年） 4月8日  | 1994年 （平成6年） 10月5日 | 1996年 （平成8年） 3月14日  | 第3護衛隊群第3護衛隊 （司令部・定係港：舞鶴基地）                  |
| DDG-176 | ちょうかい | 石川島播磨重工業 東京第1工場 | 1995年 （平成7年） 5月29日 | 1996年 （平成8年） 8月27日 | 1998年 （平成10年） 3月20日 | 第4護衛隊群第8護衛隊 （司令部：呉基地） （定係港：佐世保基地）     |

### 運用史

#### インド洋派遣
テロ対策特別措置法による後方支援の一環として、インド洋への海上自衛隊の派遣が決定された際、当初からリンク機能の装備状況を考慮してイージス艦を派遣艦に含めることが検討されていたが、
1. 高性能な新鋭艦の派遣は示威目的ではないのか
2. イージスシステムによる米軍とのデータリンクは、政府見解で違憲行為とみなされている集団的自衛権の行使にあたるのではないか
3. 派遣中の日本の防衛体制に穴が開く

などの反対意見が国会などであった。そのためインド洋へのイージス艦の派遣は2002年末まで行われなかった。
最終的に本型艦の派遣が決定された理由として、司令部機能を持つ護衛艦のローテーションの組みやすさ、高い情報処理能力による安全性の確保、乗員の負担が軽減できる居住性の良さなどがある。ただし、こんごう型には格納庫がないため運用できる哨戒ヘリコプター数は減少することになった。